# Calamus schlechterianus
Calamus schlechterianus är en enhjärtbladig växtart som beskrevs av Odoardo Beccari. Calamus schlechterianus ingår i släktet Calamus och familjen Arecaceae. Inga underarter finns listade i Catalogue of Life.